# Wenceslao Fernández Donayre
Wenceslao Fernández Donayre (Lima, 14 de agosto de 1979) es un futbolista peruano. Jugaba de defensa lateral y su equipo actual es Deportivo Zúñiga que participa en la Copa Perú.

## Trayectoria
Se formó como futbolista en el Club Alianza Lima. Luego tuvo pasos por el Sport Boys y la Universidad San Martín, ambos de la Primera División. En el 2008 fue transferido al Sporting Cristal, equipo del cual se desligó a finales de 2011.

## Clubes
| Club                   | País | Año         |
| ---------------------- | ---- | ----------- |
| Deportivo Santa Rosita | Perú | 1996 - 1997 |
| Virgen de Chapi        | Perú | 1998 - 1999 |
| Alianza Lima           | Perú | 2000 - 2002 |
| Sport Boys             | Perú | 2003        |
| Alianza Lima           | Perú | 2004 - 2005 |
| Universidad San Martín | Perú | 2006 - 2007 |
| Sporting Cristal       | Perú | 2008 - 2011 |
| Unión Comercio         | Perú | 2012        |
| Defensor San Alejandro | Perú | 2013        |
| Carlos A. Mannucci     | Perú | 2014        |
| Deportivo Zúñiga       | Perú | 2023 -      |

- Datos: Q7982302